# Aire urbaine de Ploërmel
L'aire urbaine de Ploërmel est une aire urbaine française constituée autour de la ville de Ploërmel (Morbihan).
En 1999, ses 10 090 habitants faisaient d'elle la 348e des 354 aires urbaines françaises.

## Caractéristiques
D'après délimitation établie par l'INSEE, l'aire urbaine de Ploërmel est composée de 4 communes, toutes situées dans le Morbihan. 
Le pôle urbain est formé par l'unité urbaine de Ploërmel, qui ne comprend que cette seule commune (ville isolée). 
Les 3 autres communes, dites monopolarisées, sont toutes des communes rurales.
L’espace urbain de Ploërmel a la même délimitation que l’aire urbaine.
Le tableau suivant détaille la répartition de l'aire urbaine sur le département (les pourcentages s'entendent en proportion du département) :
| Département | Communes | Communes (%) | Superficie (km²) | Superficie (%) | Population (1999) | Population (%) |
| ----------- | -------- | ------------ | ---------------- | -------------- | ----------------- | -------------- |
| Morbihan    | 4        | 1,5          | 85,45            | 1,3            | 10 090            | 1,6            |

En 2006, la population s’élevait à 11 128 habitants.

## Les 4 communes de l’aire
Voici la liste des communes de l'aire urbaine de Ploërmel.
| Code INSEE | Commune     | Type de commune              | Dép.     | Superficie (km²) | Population (1999) | Population (2008) | Densité (hab./km²) |
| ---------- | ----------- | ---------------------------- | -------- | ---------------- | ----------------- | ----------------- | ------------------ |
| 56065      | Gourhel     | Commune rurale monopolarisée | Morbihan | +0002,83         | +00 000402,       | +00 000548,       | +00193,63          |
| 56139      | Montertelot | Commune rurale monopolarisée | Morbihan | +0002,64         | +00 000255,       | +00 000336,       | +00127,27          |
| 56165      | Ploërmel    | Commune du pôle urbain       | Morbihan | +0050,81         | +0 0007 525,      | +0 0008 790,      | +00172,99          |
| 56249      | Taupont     | Commune rurale monopolarisée | Morbihan | +0029,17         | +0 0001 908,      | +0 0002 119,      | +00072,64          |
|            | Total       |                              |          | +0085,45         | +00010 090,       | +00011 793,       | +00138,            |